# Association sportive Jérid Tozeur
L'Association sportive Jérid Tozeur est un club tunisien de football féminin basé à Tozeur. 
En 2010-2011, elle participe au championnat de Ligue II.